# Хамидов, Вахид Адамович
Вахи́д Ада́мович Хами́дов (род. 23 октября 1953, ст. Чили, Чиилийский район, Кзыл-Ординская область, Казахская ССР, СССР) — советский чеченский штангист, призёр чемпионата СССР, мастер спорта СССР международного класса.

## Биография
Родился 23 октября 1953 года на станции Чили Кзыл-Ординской области. Его тренером был Ибрагим Кодзоев.
В 1977 году на чемпионате Советской армии поднял в рывке 156,5 кг, что превышало мировой рекорд. Однако он не был зарегистрирован из-за отсутствия достаточного количества судей международной категории.
В 1981 году перешёл на тренерскую работу. Подготовил более 20 мастеров спорта, трёх мастеров спорта международного класса.
В 1990-х годах являлся директором Школы высшего спортивного мастерства Чечни. В 2000-е годы работал начальником отдела в Министерстве спорта Чечни.

## Спортивные результаты
- Тяжёлая атлетика на летней Спартакиаде народов СССР 1975 года —  (147+175=322);
- Чемпионат СССР по тяжёлой атлетике 1977 года —  (150+172,5=322,5);
- Чемпионат СССР по тяжёлой атлетике 1980 года —  (150+175=325);